# 長澤晃一
長澤 晃一（ながさわ こういち、1982年8月1日 - ）は、日本の元バスケットボール選手、ラグビー選手である。バスケの年代別日本代表を経験し、大学卒業後にラグビーに転向した異色の選手。日本IBMビッグブルーに所属した。

## プロフィール
- 福島県出身。
- バスケ時代のポジションはセンター。
- ラグビー時代のポジションはロック(LO)。

## 来歴
バスケの名門能代工業高校でインターハイタイトルを獲得。ジュニア日本代表にも選出される。
大学は専修大学に進み、1年生ながら高校の2年先輩である田臥勇太や大学の同期である波多野和也らとともにさいたまスーパーアリーナで開催されたヤングメン世界選手権の代表に選ばれる。4年の時にインカレ準優勝に貢献する。
卒業後、日本IBMに入社。同時にラグビーに転向する。トップリーグ昇格を果たす。
2009年に退団した。